# كاستيرا بازيلي
كاستيرا بازيلي (بالفرنسية: Castera Bazile)‏ (7 أكتوبر 1923 - 27 فبراير 1966) هو رسام هايتي. ولد في جاكميل، ورسم العديد من الجداريات في كاتدرائية الثالوث المقدس في بورت أو برانس 